# Jiashan Lu
Jiashan Lu (chiń. 嘉善路站) – stacja początkowa metra w Szanghaju, na linii 9. Zlokalizowana jest pomiędzy stacjami Zhaojiabang Lu i Dapuqiao. Została otwarta 31 grudnia 2009.